# اگوادالس، کوکله
اگوادالس، کاکلی (به اسپانیایی: Aguadulce, Coclé) یک منطقهٔ مسکونی در پاناما است که در بخش اگوادالس واقع شده‌است.

## خصوصیات
اگوادالس ۱۹٬۱۵۶ نفر جمعیت دارد.